# Utricularia ochroleuca
Utricularia ochroleuca — вид трав'янистих рослин родини Пухирникові (Lentibulariaceae), поширений на півночі Європи й Північної Америки. Етимологія: дав.-гр. ωχροϛ — «блідий», лат. o — сполучна голосна, звичайна для грецьких слів, але в деяких випадках, наприклад, відтінків кольору, і для латинських слів, дав.-гр. λευκοϛ — «білий», лат. ochroleuca — блідо-жовтувато-білий.

## Опис
Занурена водна рослина, яка досягає висоти росту від 10 до 15 сантиметрів. Квіти блідо-жовтого кольору.

## Поширення
Північна Америка: Ґренландія, Канада, США; Європа: Ліхтенштейн, Велика Британія, Чехія, Данія, Фінляндія, Франція, Німеччина, Ірландія, Швейцарія, Латвія, Литва, Норвегія, Польща, Російська Федерація, Швеція.